# Filip Uremović
Filip Uremović, född 11 februari 1997 i Požega, Slavonien, Republiken Kroatien,är en kroatisk fotbollsspelare.
Uremović spelar för Rubin Kazan. Han representerar även det kroatiska landslaget.